# Mustikkasaari (ö i Södra Savolax, S:t Michel)
Mustikkasaari är en ö i Finland. Den ligger i sjön Pyhävesi och i kommunen Mäntyharju i den ekonomiska regionen  S:t Michel och landskapet Södra Savolax, i den södra delen av landet, 170 km nordost om huvudstaden Helsingfors. Öns area är 2,4 hektar och dess största längd är 320 meter i nord-sydlig riktning.